# Nœud de lestage
Le nœud de lestage est un nœud qui permet de lester l'extrémité d'un cordage.

## Usage
Il est utile lorsqu'on désire amarrer un bateau à quai en lançant le cordage.

## Nouage
Généralement noué directement à l'extrémité du cordage que l'on doit lancer.
Facile a réaliser, peut facilement remplacer le poing de singe dans la réalisation d'une pomme de touline.